# Ramón Plá y Monge
Ramón Pla y Monge (Ferrol, 19 de octubre de 1823 - Madrid, 6 de septiembre de 1892) fue un esclavista y empresario gallego del siglo XIX, nombrado marqués de Amboage.

## Trayectoria
De familia acomodada hijo de Félix Plá Pulles y de Ramona Monge Amboage, se casó con Faustina Peñalver, con la que tuvo dos hijos. En su juventud emigró a Cuba, donde creó un negocio de ferretería, la Compañía de Gas de La Habana y su homóloga en Matanzas. De vuelta en Ferrol obtuvo el título de Marqués de Amboage (el 21 de junio de 1884), la gran cruz de Isabel la Católica y la plaza de consejero del Banco Hipotecario de España.
Luis Alonso Álvarez lo considera miembro de un clan familiar de traficantes de personas esclavizadas. Su hermano, José Plá Monge, llegó a ser uno de los principales esclavistas de Cuba. Además, Ramón Plá fue propietario junto con Jaime Font de un barracón donde se vendían personas esclavizadas a las afueras de la Habana, en San Antonio Chiquito, y de la plantación de azúcar San Pablo en Cárdenas, provincia de Matanzas. Además figura cómo principal accionista de La Positiva y de La Alianza, compañías que se dedicaban a la trata de chinos esclavizados (culíes).

## Fundación Marqués de Amboage
Los traficantes de eslavos se caracterizaron por dedicar parte de su fortuna a obras filantrópicas: Eusebio da Guarda sufragó el instituto de A Coruña; Antonio López, la Universidad Pontificia de Comillas; José Xifré, el hospital de Arenys de Mar... El propio papa Gregorio XVI condenó en 1839 este infame comercio en la carta apostólica In supremo apostolatus fastigio.
Tras la muerte de su primer hijo el 13 de julio de 1891 en un accidente militar, decidió en 1892 dedicar un tercio de su fortuna a la fundación hoy conocida como Fundación Ramón Plá, Marqués de Amboage. Esta tenía como fin "distribuir todos los años, entre cien pobres verdaderamente necesitados, vecinos o que residan habitualmente en la ciudad de Ferrol, la suma de cinco mil pesetas en metálico" en un reparto que se hacía el 31 de agosto, día de San Ramón, dando a cada pobre una limosna de 50 ptas.
Además también pagaba a las familias pobres las 1500 ptas que costaba la excedencia del servicio militar. Esta ayuda evitó que muchos ferrolanos luchasen en la guerra de Cuba y que las familias campesinas tuviesen que prescindir de la ayuda de sus hijos durante los dos años de servicio. Más tarde se prohibió la exención, pero se siguió repartiendo las 1500 ptas entre los mozos que reunían una serie de requisitos, como ser trabajadores y tener la hoja de servicio limpia.
La fundación disponía de un capital a partir de cuyas rentas se subvencionaba su actividad. Los fondos sobrantes se deberían distribuir, por partes iguales, entre los establecimientos benéficos de la ciudad.

## Reconocimiento
El ayuntamiento de Ferrol, decidió darle su nombre a la plaza de Dolores y dedicarle una estatua. En 1895 se fundó la sociedad "Gratitude ó Marqués de Amboage", para celebrar todos los años una misa y fiestas en su honor, en el día de su santo. Dentro de estos actos se realiza una procesión que sale de la Concatedral de San Julián hasta la plaza que recibe su nombre para depositar una corona de flores y celebrar los famosos fuegos de artificio.
En la actualidad esta procesión cívica se substituye por una ofrenda floral y un acto institucional ante la estatua del marqués en la plaza de Amboage y el disparo de fuegos de artificio se realiza de noche en la ensenada de La Malata como colofón de las fiestas de san Ramón, a finales de agosto.

## En Madrid
El palacio edificado por su hijo Fernando en la calle Juan Bravo del barrio de Salamanca de Madrid es actualmente la embajada de Italia en España.